# 保时捷959
保時捷959乃是德國保時捷汽車於1986年至1989年間推出的超級跑車。
保时捷959是以保时捷911 Carrera为基础的一款双涡轮增压后置四驱赛车，曾经参与过达喀尔拉力赛等多项赛事并获得诸多奖项。然而这款车型只从1986年生产到1989年，總产量只有337辆。
本車型推出時打破了林寶堅尼保持二十多年的汽車速度記錄，後續紀錄同樣由另一種同廠牌的量產改裝車「YELLOW BIRD」更新，直到後來被積架所打破。

## 發展歷史

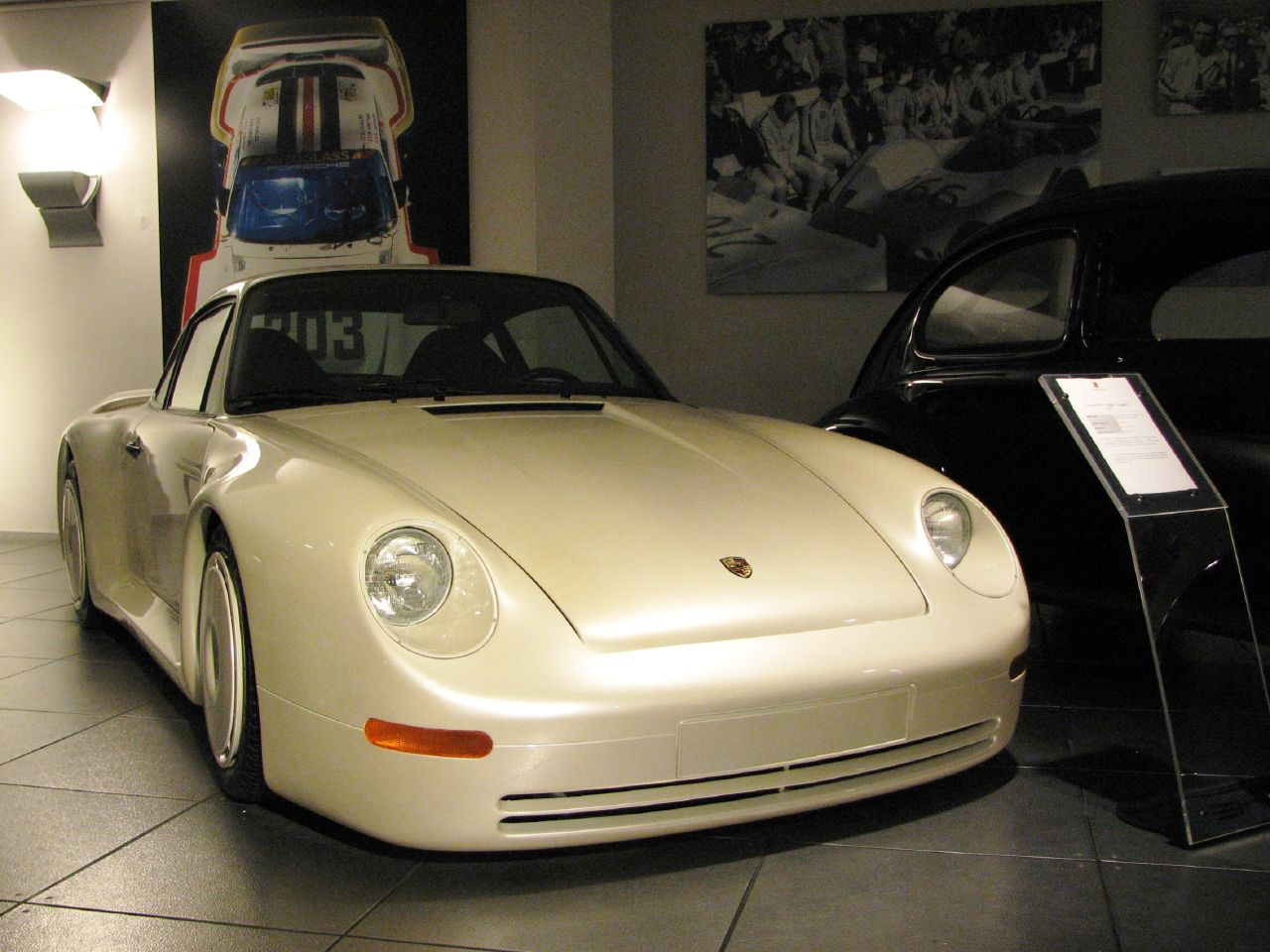
1983年 Porsche Gruppe B 概念車。

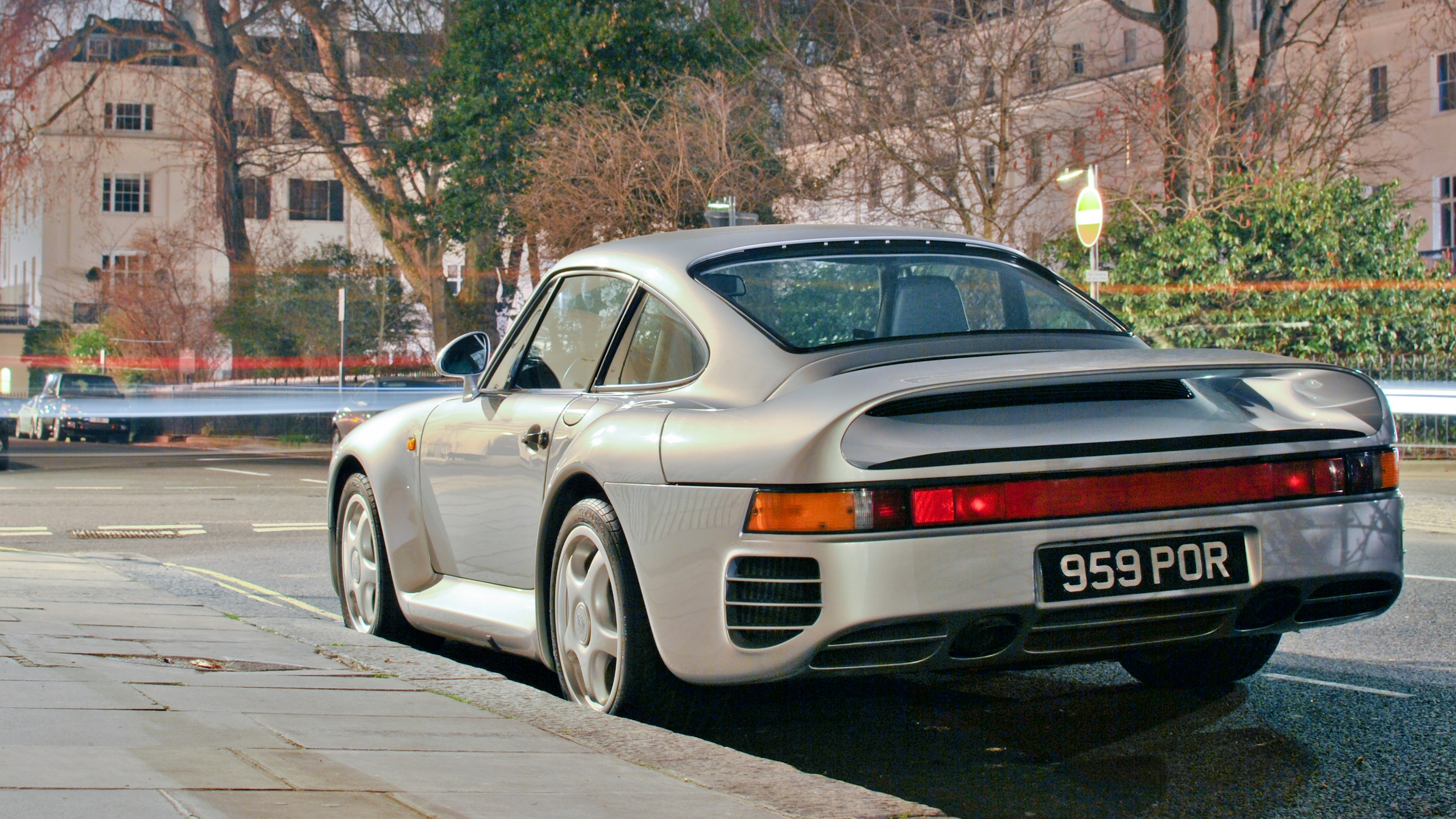
攝於2012年，保時捷959的尾部特寫。這是1992至1993年間保時捷以祖芬豪森廠房內的備用零件額外生產的的保時捷959（Series 2）的其中一台。

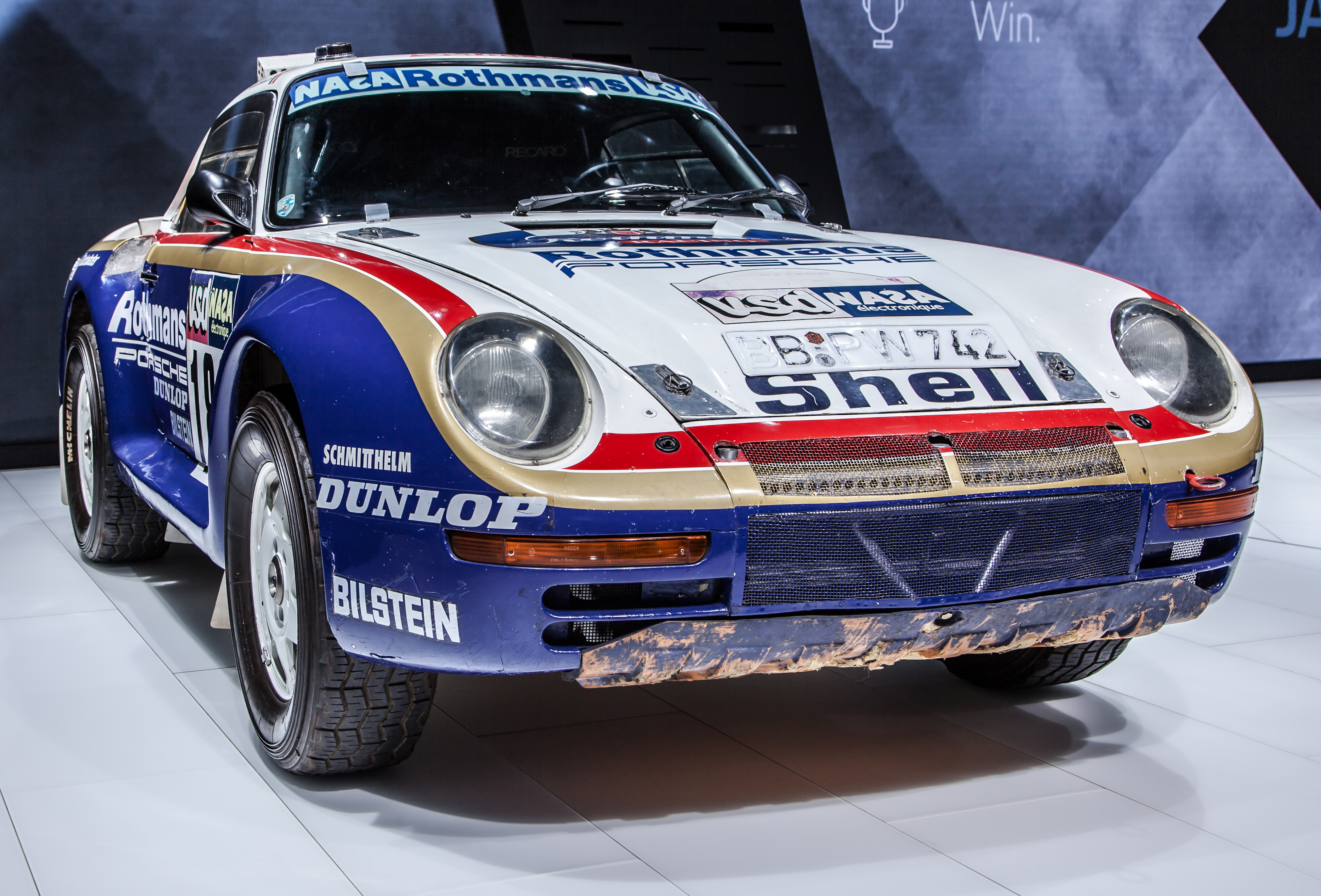
保時捷專門研發四輪驅動系統並針對拉力賽作出調控，最終以 959 參與並贏得1986年度巴黎·達喀爾拉力賽。

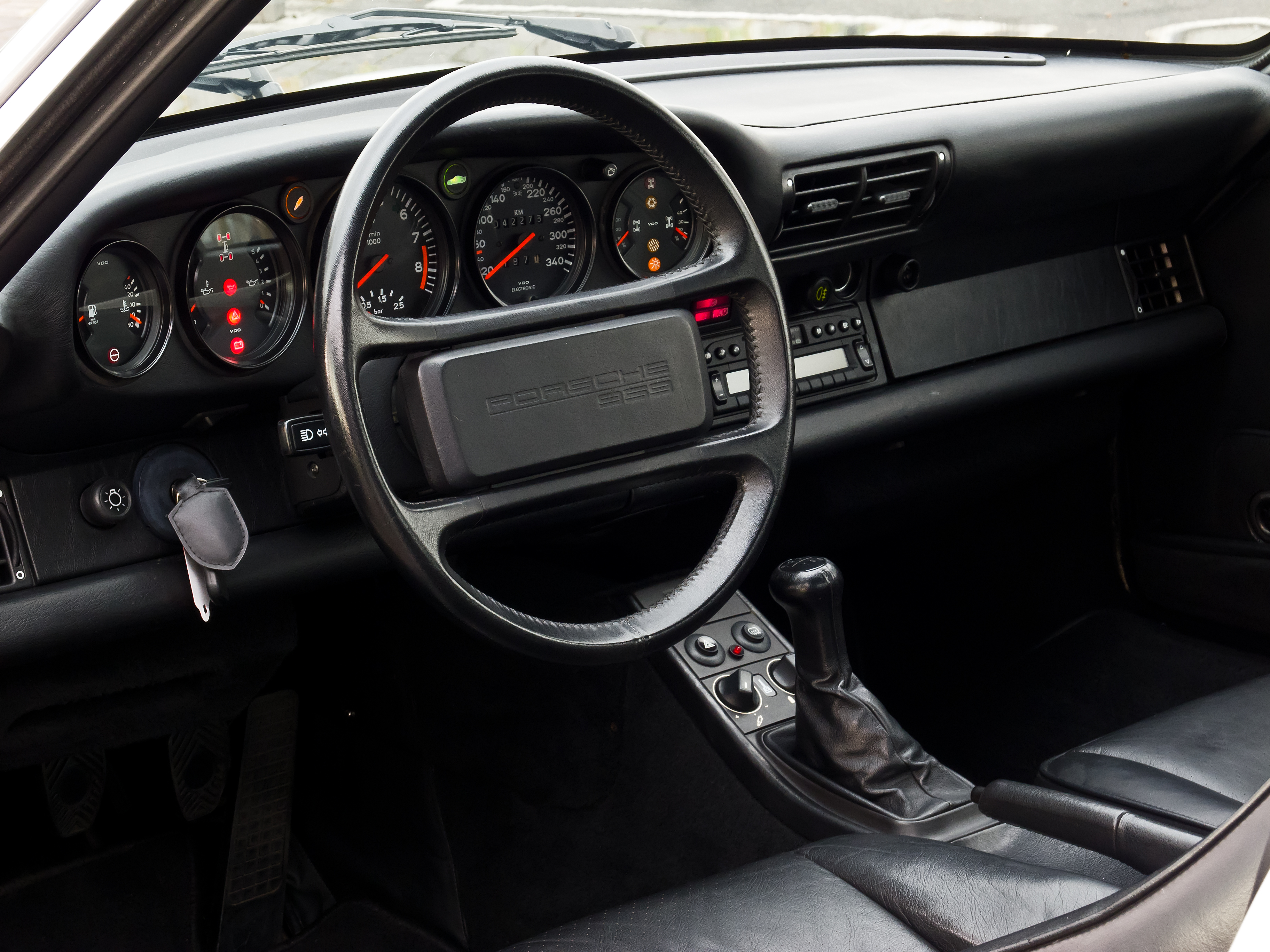
959車廂內部。

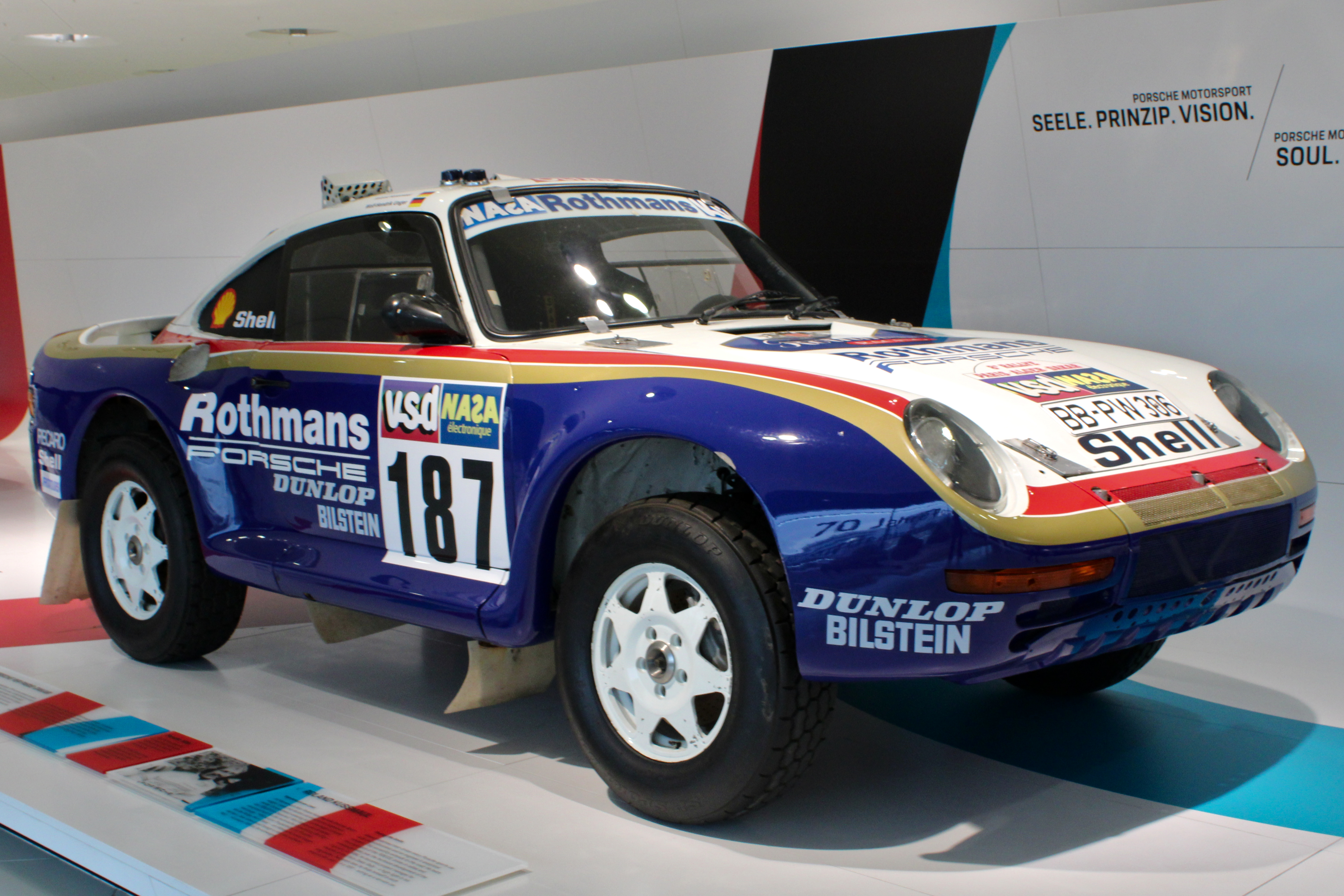
其中一台參加巴黎·達喀爾拉力賽的959。

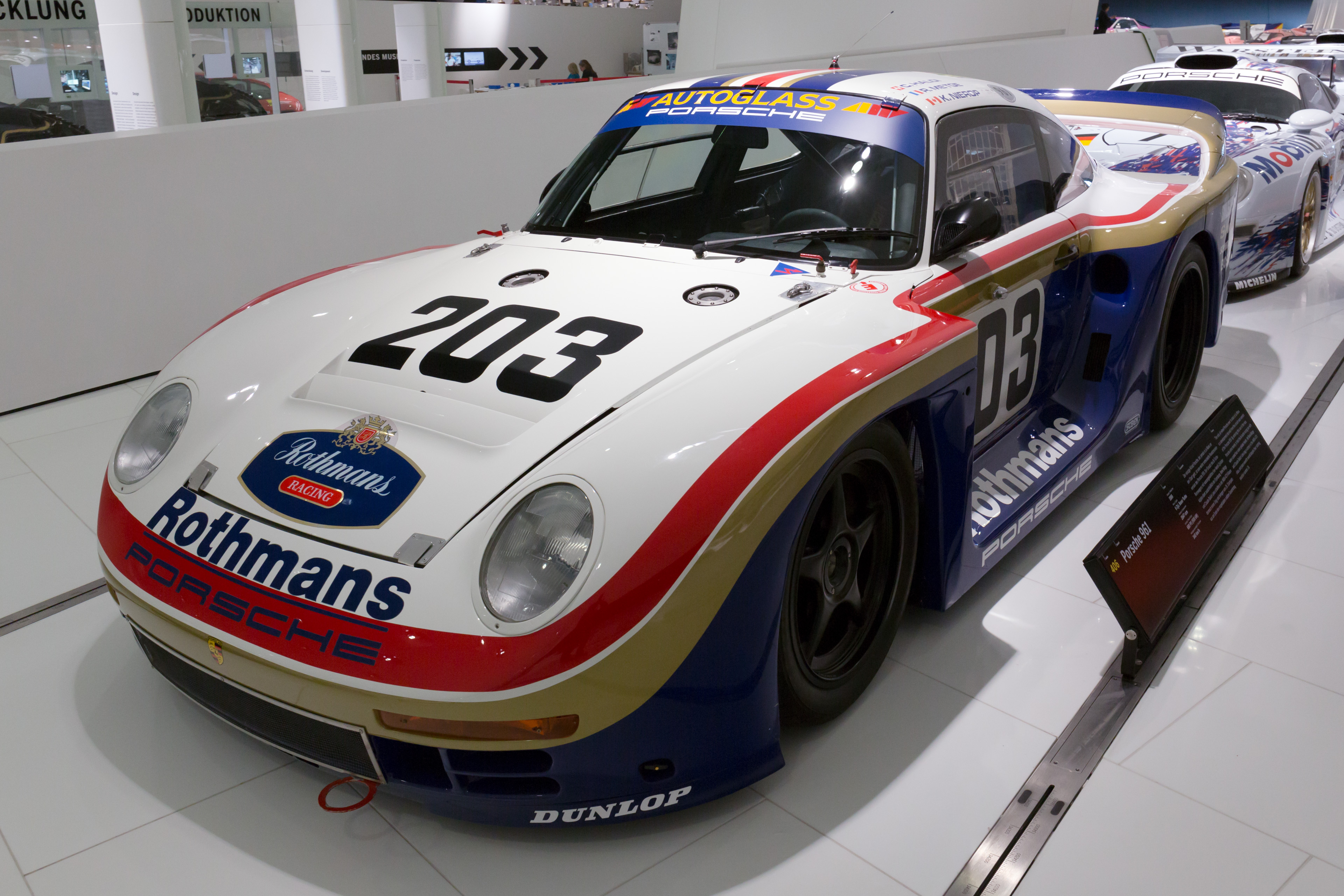
髹上樂富門煙草車身外漆的保時捷961。保時捷基於959，發展出專門用於高速競賽的961，現存於保時捷博物館。

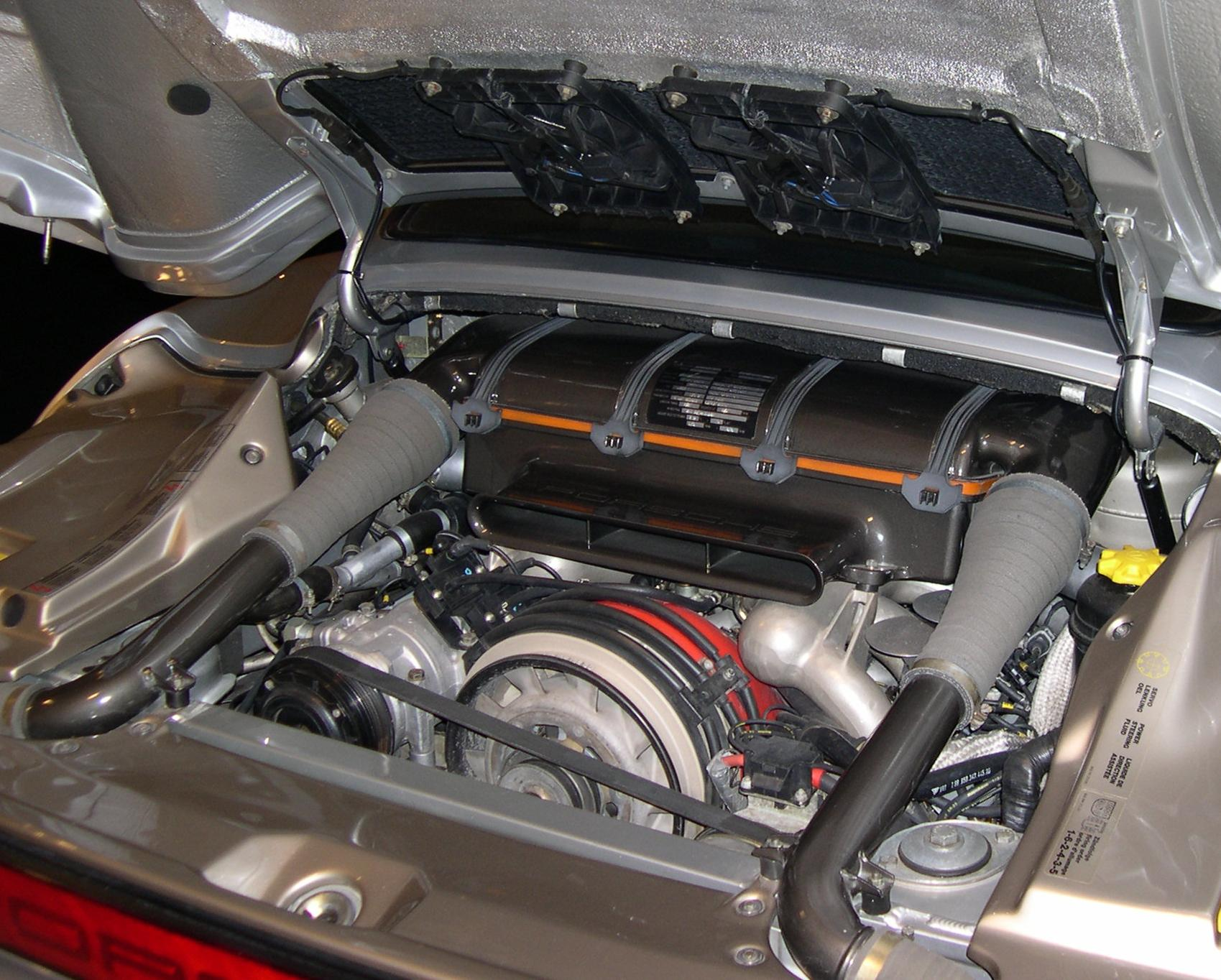
959上的2.85公升雙渦輪增壓引擎。

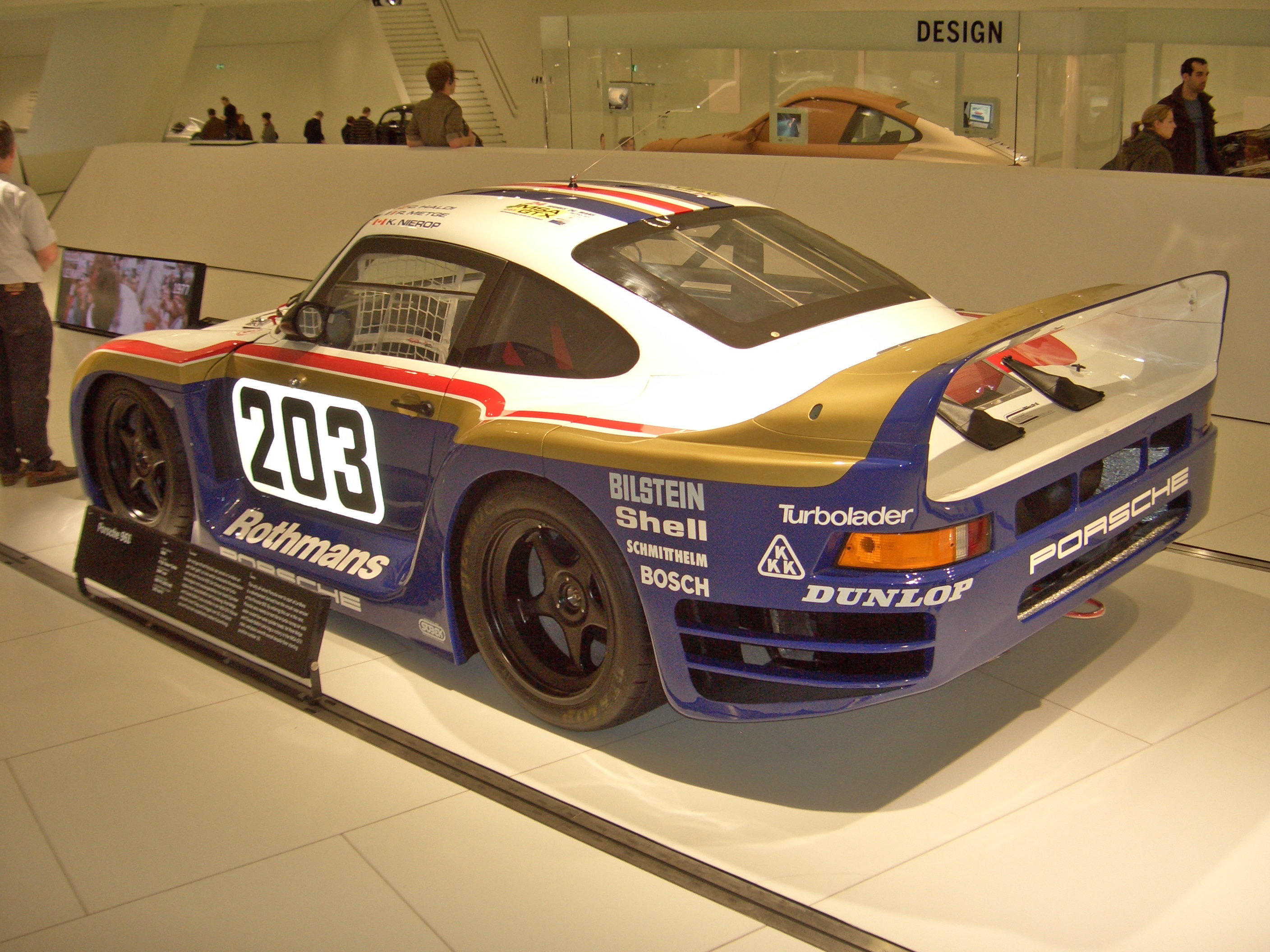
保時捷961尾部特寫。

保時捷959項目開始於1981年，最初被稱為Gruppe B。其時剛好是保時捷當時新任的CEO兼總裁Peter Schutz上任後不久，而當時保時捷的首席工程師為 Helmuth Bott。Helmuth Bott 了解公司需要一款可用作持久發展的跑車型號並向 Peter Schutz 表達了一些對其後置後驅設計的保時捷911車型的想法和新的意念，而且成功說服了Schutz 讓他針對當時先進的四輪驅動系統進行開發研究。而 Bott 知道要開發一個新車型，最快速有效的方法通過參與競賽項目。當時他認為B組賽車拉力賽是絕佳可以試驗其新開發四輪驅動系統的項目。Bott 於是再向 Schutz 提出其想法並獲得其批准以開發一個全新車型以迎戰 Group B 拉力賽事，爾後即成為保時捷959。

## 設計
保時捷959採用連續式雙渦輪增壓器 DOHC 直列六缸引擎，每個氣缸配置四個活閥，並使用博世公司的 Motronic 2.1 引擎控制單元，其配備風冷氣缸噴油及水冷頭技術作燃料供應系統。其設計缸徑×行程達95 mm × 67 mm（3.74英寸 × 2.64英寸），總排量則達2,849 cc（173.9 cu in）。其獨特的手動變速器提供五個變速波段加上地形（"Gelände"）越野裝備以及倒車檔。其核心動力來源的引擎則主要基於保時捷 956和保時捷 962C兩款著名的賽車型號上的四凸輪軸24活瓣引擎。 以上配備使保時捷959於每分鐘轉速在6,500rpm時可輸出450 PS（331 kW；444 hp）馬力及在每分鐘轉速在5,000rpm時輸出500 N·m（369 lb·ft）扭力。 另外相比其他在兩個氣缸組中配搭相同的渦輪增壓器的車輛，保時捷959 採用連續式雙渦輪增壓器允許引擎在其轉速範圍內更平穩及一致地傳遞動力，而對比當時保時捷其他渦輪增壓引擎突然介入的動力輸出特性更為順暢。此配搭最終亦配備在保時捷959的道路版本上。
為了打造堅固輕巧的外殼，保時捷採用了鋁和芳綸纖維（克維拉或 Kevlar）合成物料作車內儀表板及車架。另外地台則使用Nomex防火物料，有別於其他保時捷一般車型使用的鋼造地台。
此外，保時捷亦注重車身的空氣動力學設計，並著重增加車輛的平穩度，特別在其道路版本上營造在不同的速度和行車情況下自動調節行駛高度。相對地，專門設計予競賽用途的衍生型保時捷961則使用固定的懸掛系統設置。保時捷959的阻力系數低至0.31，而對車體形成的升力被最小化至幾乎完全移除。
保時捷959亦配備了保時捷專門設計的Porsche-Steuer Kupplung（PSK）電子式四輪驅動系統。其設置允許車上前後左右四個車輪可因應不同路面狀態，包括乾爽或濕滑的情況下，靈活地變換其扭力輸出分佈，並賦予 959 對路況很高的適應能力，使其作為超級跑車或賽車也十分稱職。在進行高強度的瞬間加速時，PSK系統可傳輸 80% 引擎輸出至尾軸，幫助車輛發揮從後部產生的推動力。另外，系統亦可因應不同路面及車輪抓地力的改變而調節每個車輪的扭力輸出，務求最佳化地維持全時間抓地能力。在車內駕駛座的儀表板上有獨立的儀表顯示著後輪的差速滑差（Rear differential slip）及動力被傳輸至前軸或前輪的情況。獨特的鎂合金製造的車輪被設計成中空以營造與輪胎之間的密封空間，並且配備了內置式的胎壓監察系統。

## 公開及生產
保時捷決定於 1983年的法蘭克福車展上公開「Group B」（“Gruppe B”）概念車。車展在當年10月9日開幕，而在開幕前一夜樣版車仍被作出最後的修改和微調。在造出兩台樣版車後，保時捷在車身上作出改進，包括在前輪拱和後輪拱位置增加了進氣口，及在車門後方位置增加了進氣孔。首架接受此改進的樣版車被冠上「F3」編號，但可惜後來在撞擊測試中被撞毀。
道路版的保時捷959最終在1985年度的法蘭克福車展上首度公開，可是幾項問題導致生產延誤了超過一年時間。跑車以兩種不同的設定生產，分別為「性能版」（"Sport"）及「豪華版」（"Komfort"）。兩個版本最大的差異即在內裝。959“Sport”（或稱959S）是確確實實的競技版車型，包括車內地毯、空調系統、音響系統等等均全數拆除，只為了求更輕量化。而959“Komfort”則較有超級跑車的樣子，上述的設備如地毯和空調皆被保留，內裝布料也由皮革縫製等等。在1986年到1988年之間所生產的284輛中，超過半數皆為“Komfort”版本，而“Sport”版本僅有29輛。
保時捷959是在德國斯圖加特的Karosserie Baur（德語即「車身修理廠」）生產及裝嵌，而非保時捷位於斯圖加特的祖芬豪森區（Zuffenhausen）的生產廠房。生產過程在裝配線上完成並由保時捷的督導員監督整個過程。大部份特別訂單的內裝布料皮革縫製工序也是在 Karosserie Baur 內人手完成。
首輛道路版保時捷959在1987年開始交付予客戶。當時其單台售價為 DM431,550德國馬克（約為$225,000美元），但卻仍低於保時捷生產每台車的成本的一半。最終跑車在1988年完成生產並停產，一共製造了292台。 後來在1992至1993年間，保時捷又從其祖芬豪森生產廠房的備用零件倉庫中拼湊出足夠合適的部件，並額外製造了八台保時捷959。這八台豪華版（"Komfort"）保時捷959亦被稱為Series 2，其中四台為紅色，另外四台為銀色。相比最初生產的批次，這八台跑車配備了新研發的速度感應避震，並有著高出許多的售價（當時單台價格為 DM747,500德國馬克）。在工作人員駕駛一段時間後，這些跑車被賣給了指定的收藏家，並時至今日成為最搶手的保時捷959。
而包含樣版車及預生產型（Pre-production）在內，保時捷總共製造了337台959，其中37台為樣版車及預生產型。 目前，最少一台保時捷959及一台保時捷961被保存在德國斯圖加特的保時捷博物館內。

## 競賽
1984年，保時捷以三台安裝了新型四驅系統的保時捷911 Carrera首次出征“巴黎·達卡拉力賽”，並奪下冠、亞軍和第26名。 1985年，在英國Prodrive的協助下，保時捷打造了三台959參加“巴黎·達卡拉力賽”。這三台只是搭載了普通911 Carrera的3.2L自然吸氣引擎，最大馬力只有230bhp，可惜這三台959都因為機械故障而退出比賽。同年，保時捷車廠除了收到120張要求訂製道路版959的訂單，另外還收到20張賽車版的訂單。 1986年，保時捷再度派出三台959征戰“巴黎·達卡拉力賽”，搭載了全新渦輪增壓引擎的959終於一雪前恥，包攬冠、亞軍和第五名。
此外，保時捷基於959發展出專門高速競賽用的保時捷961亦參加了1986及1987年度的勒芒24小时耐力赛的GTX組別賽事，並與同廠的保時捷962C和保時捷935及其他汽車生產商的賽車同場競技。

## 軼聞
微軟公司的兩位創辦人比爾·蓋茨與保羅·艾倫都各自擁有一台保時捷959。由於959的廢氣排放不符合美國的標準，而且作為限量版的959並沒有碰撞安全級別證明，導致這款車在加州一直禁止在路上行駛。直至被禁止將近10年後，時任美國總統比爾·克林頓才簽發了一項聯邦法令，允許蓋茨合法地駕駛他擁有的那輛保時捷959。甚至有傳，蓋茨和保羅.艾倫為了能夠合法的開著這一款車上路，甚至開發了一個程序用作進行虛擬碰撞試驗，從而獲得至關重要的碰撞分級證明。